# Hlásná Třebaň
Hlásná Třebaň település Csehországban, a Berouni járásban. Hlásná Třebaň Karlštejn, Zadní Třebaň, Mořinka, Mořina, Řevnice, Liteň és Lety településekkel határos. Lakosainak száma 1217 fő (2024. január 1.).

## Népesség
A település lakosságának változását az alábbi diagram mutatja:
| Lakosok száma | 428  | 402  | 331  | 487  | 427  | 483  | 996  | 1060 | 1161 | 1217 |
|               | 1869 | 1890 | 1921 | 1950 | 1980 | 2001 | 2017 | 2019 | 2022 | 2024 |